# Нитрид серебра(I)
Нитрид серебра(I) — неорганическое соединение
металла серебра и азота с формулой Ag3N,
коричневые кристаллы,
плохо растворяется в воде,
разлагается со взрывом при нагревании.

## Получение
- Разложение аммиачного раствора фторида серебра(I):

{\displaystyle {\mathsf {3AgF+NH_{3}\ {\xrightarrow {}}\ Ag_{3}N+3HF}}}
- Электролиз аммиачного раствора нитрата аммония с использованием серебряных электродов.

## Физические свойства
Нитрид серебра(I) образует коричневые кристаллы.
Не растворяется в воде, 
растворяется в аммиаке,
разлагается со взрывом при нагревании.

## Химические свойства
- Реагирует с азотной кислотой:

{\displaystyle {\mathsf {Ag_{3}N+4HNO_{3}\ {\xrightarrow {}}\ 3AgNO_{3}+NH_{4}NO_{3}}}}
- Реагирует с цианидами щелочных металлов:

{\displaystyle {\mathsf {Ag_{3}N+6KCN+3H_{2}O\ {\xrightarrow {}}\ 3K[Ag(CN)_{2}]+NH_{3}+3KOH}}}